# Уэлс (тауншип, Миннесота)
Уэлс (англ. Wells) — тауншип в округе Райс, Миннесота, США. На 2000 год его население составило 1743 человека.

## География
По данным Бюро переписи населения США площадь тауншипа составляет 82,9 км², из которых 72,6 км² занимает суша, а 10,2 км² — вода (12,35 %).

## Демография
По данным переписи населения 2000 года здесь находились 1743 человека, 650 домохозяйств и 501 семья. Плотность населения — 24,0 чел./км².  На территории тауншипа расположено 949 построек со средней плотностью 13,1 построек на один квадратный километр. Расовый состав населения: 98,22 % белых, 0,34 % афроамериканцев, 0,23 % коренных американцев, 0,11 % азиатов, 0,75 % — других рас США и 0,34 % приходится на две или более других рас. Испанцы или латиноамериканцы любой расы составляли 2,64 % от популяции тауншипа.
Из 650 домохозяйств в 32,8 % воспитывались дети до 18 лет, в 69,4 % проживали супружеские пары, в 4,0 % проживали незамужние женщины и в 22,9 % домохозяйств проживали несемейные люди. 17,7 % домохозяйств состояли из одного человека, при том 5,2 % из — одиноких пожилых людей старше 65 лет. Средний размер домохозяйства — 2,68, а семьи — 3,04 человека.
23,9 % населения — младше 18 лет, 8,1 % — в возрасте от 18 до 24 лет, 26,0 % — от 25 до 44, 30,6 % — от 45 до 64, и 11,4 % — старше 65 лет. Средний возраст — 40 лет. На каждые 100 женщин приходилось 108,5 мужчин.  На каждые 100 женщин старше 18 приходилось 112,7 мужчин.
Средний годовой доход домохозяйства составлял 52 155 долларов, а средний годовой доход семьи —  60 125 долларов. Средний доход мужчин —  38 417 долларов, в то время как у женщин — 25 850. Доход на душу населения составил 24 714 долларов. За чертой бедности находились 3,3 % семей и 4,6 % всего населения тауншипа, из которых 5,0 % младше 18 и 12,1 % старше 65 лет.